# Via Etnea

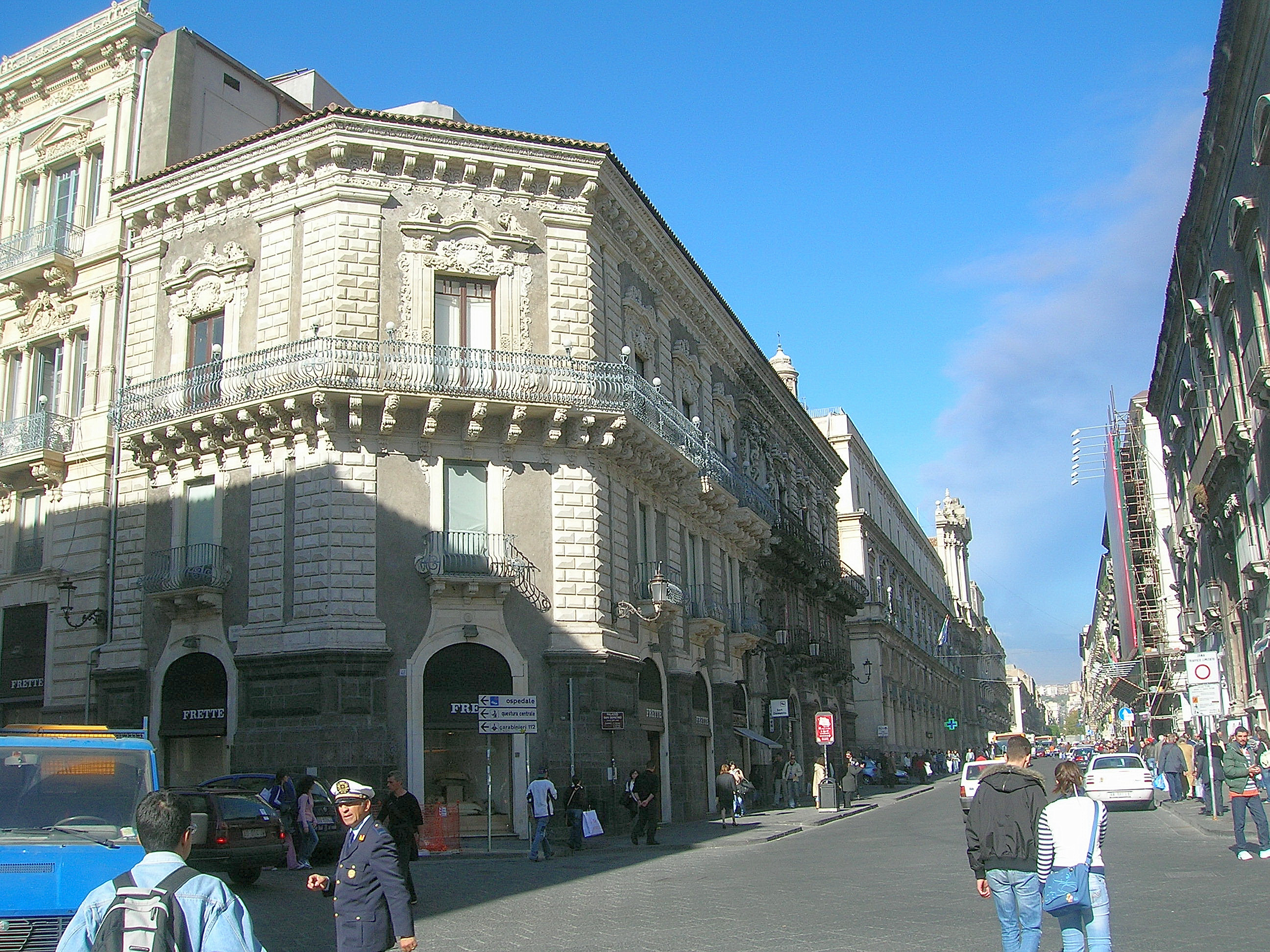
Via Etnea

De Via Etnea is de hoofdstraat van de Siciliaanse stad Catania. De straat begint in het zuiden op het plein Piazza del Duomo, voor de kathedraal van Catania, en loopt ongeveer drie kilometer naar het noorden richting de Etna.
De straat bestaat in haar huidige vorm sinds de 18e eeuw. Aan de straat staan hoofdzakelijk 18e-eeuwse barokke gebouwen die zijn gebouwd na de aardbeving van 1693 waarbij bijna de gehele stad werd verwoest. Een voorbeeld is de Chiesa di San Michele Arcangelo ai Minoriti, een voormalige kloosterkerk met kloostercomplex ernaast. Het Hoofdpostkantoor uit 1930 is in neobarok stijl om in de stijl te blijven van de barokke gebouwen in de Via Etnea.
De Via Etnea is zowel een winkelstraat als een toeristische attractie vanwege de vele interessante gebouwen. Op het plein Piazza Stesicoro werd van 1880 tot 1882 het Monument van Vincenzo Bellini, dat door Giulio Monteverde is ontworpen, opgericht. Op het plein bevinden zich ook de resten van het Romeinse amfitheater van Catania uit de 2e eeuw n.Chr. die na opgravingen aan het licht kwamen.
Meer naar het zuiden staat de Basilica della Collegiata. Ten zuiden van deze kerk staat het hoofdgebouw van de Universiteit van Catania. Aan de Piazza dell'Università waar de Via Etnea doorloopt, staan meerdere barokke paleizen naast het hoofdgebouw, onder meer het Palazzo Gioeni.